# NHL Winter Classic 2025

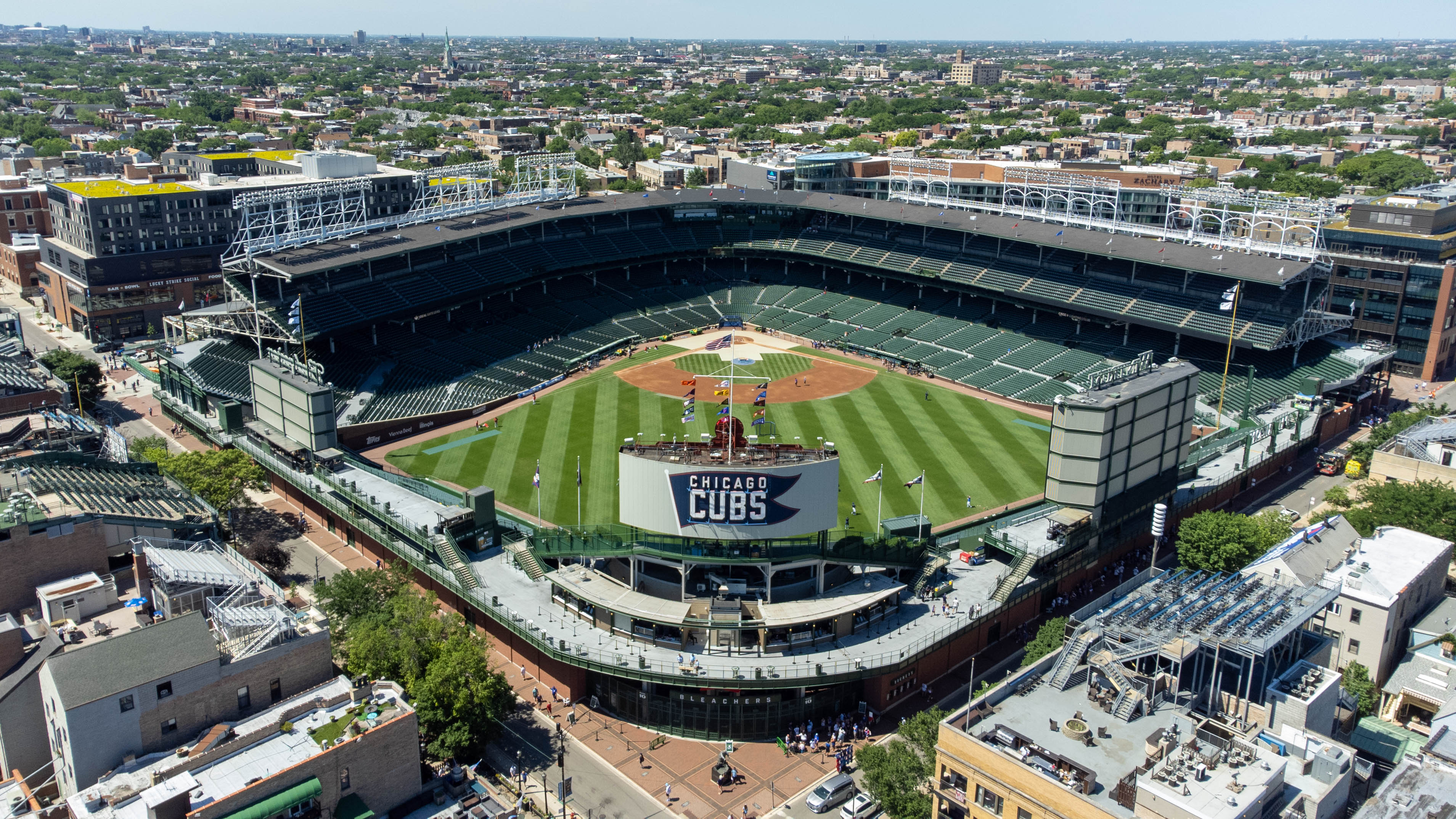
Arenan som stod värd för arrangemanget, 2022.

Discover NHL Winter Classic 2025 var ett sportarrangemang i den nordamerikanska ishockeyligan National Hockey League (NHL) där en grundspelsmatch spelades utomhus mellan Chicago Blackhawks och St. Louis Blues på Wrigley Field i Chicago, Illinois i USA den 31 december 2024.

## Matchen

### Laguppställningarna
| Vänsterforwards  | Centrar         | Högerforwards     |
| ---------------- | --------------- | ----------------- |
| Taylor Hall      | Connor Bedard   | Tyler Bertuzzi    |
| Nick Foligno (C) | Jason Dickinson | Ryan Donato       |
| Teuvo Teräväinen | Frank Nazar     | Ilja Michejev     |
| Patrick Maroon   | Lukas Reichel   | Craig Smith       |
| Backar           |                 | Backar            |
| Nolan Allan      |                 | Seth Jones (A)    |
| Alex Vlasic      |                 | Louis Crevier     |
| T.J. Brodie      |                 | Connor Murphy (A) |
|                  | Målvakter       |                   |
|                  | Petr Mrázek     |                   |
|                  | Arvid Söderblom |                   |
|                  | Tränare         |                   |
|                  | Anders Sörensen |                   |

| Vänsterforwards     | Centrar            | Högerforwards    |
| ------------------- | ------------------ | ---------------- |
| Brandon Saad        | Robert Thomas (A)  | Pavel Butjnevitj |
| Dylan Holloway      | Brayden Schenn (C) | Jordan Kyrou     |
| Jake Neighbours     | Oskar Sundqvist    | Zack Bolduc      |
| Aleksej Toroptsenko | Nathan Walker      | Alexandre Texier |
| Backar              |                    | Backar           |
| Cam Fowler          |                    | Colton Parayko   |
| Philip Broberg      |                    | Justin Faulk (A) |
| Ryan Suter          |                    | Tyler Tucker     |
|                     | Målvakter          |                  |
|                     | Jordan Binnington  |                  |
|                     | Joel Hofer         |                  |
|                     | Tränare            |                  |
|                     | Jim Montgomery     |                  |

### Resultatet
| 592 | 31 december 2024 | Chicago Blackhawks | 2 – 6   | St. Louis Blues | Wrigley Field                                                                                                   | |
|     |                  | Första perioden: Taylor Hall (PP) (15:26) Assist: Donato Andra perioden: — Tredje perioden: Tyler Bertuzzi (PP) (11:15) Assists: Jones, Bedard | Rapport | Första perioden: (01:40) (PP) Cam Fowler Assists: Butjnevitj, Thomas (08:10) (PP) Jordan Kyrou Assists: Neighbours, Holloway Andra perioden: (07:15) Justin Faulk Assists: Broberg, Sundqvist (13:34) Dylan Holloway Assists: Faulk, Schenn (17:51) Cam Fowler Assist: Texier Tredje perioden: (16:18) Alexandre Texier Assists: Faulk, Walker/small> | Chicago, Illinois, USA Publik: 40 933 Domare: Trevor Hanson, Jean Hebert Linjedomare: Bevan Mills, Jonny Murray | Chicago, Illinois, USA Publik: 40 933 Domare: Trevor Hanson, Jean Hebert Linjedomare: Bevan Mills, Jonny Murray |
|     |                  | |         | | Chicago, Illinois, USA Publik: 40 933 Domare: Trevor Hanson, Jean Hebert Linjedomare: Bevan Mills, Jonny Murray | Chicago, Illinois, USA Publik: 40 933 Domare: Trevor Hanson, Jean Hebert Linjedomare: Bevan Mills, Jonny Murray |
|     |                  | |         | | Chicago, Illinois, USA Publik: 40 933 Domare: Trevor Hanson, Jean Hebert Linjedomare: Bevan Mills, Jonny Murray | Chicago, Illinois, USA Publik: 40 933 Domare: Trevor Hanson, Jean Hebert Linjedomare: Bevan Mills, Jonny Murray |

#### Matchstatistik
|                     | Chicago Blackhawks | St. Louis Blues |
| ------------------- | ------------------ | --------------- |
| Powerplay           | 2/4                | 2/3             |
| Tacklingar          | 17                 | 20              |
| Vunna tekningar (%) | 47,3               | 52,7            |
| Blockerade skott    | 10                 | 11              |
| Utvisningsminuter   | 13                 | 15              |

| Period | Chicago Blackhawks | St. Louis Blues |
| ------ | ------------------ | --------------- |
| Första | 10                 | 7               |
| Andra  | 15                 | 11              |
| Tredje | 5                  | 10              |
| Totalt | 30                 | 28              |

#### Utvisningar
| Spelare         | Utvisning         | Utvisningsminuter | Tid             |
| Första perioden | Första perioden   | Första perioden   | Första perioden |
| --------------- | ----------------- | ----------------- | --------------- |
| Louis Crevier   | Delaying the game | 2:00              | 00:48           |
| Nolan Allan     | Holding           | 2:00              | 06:34           |
| Andra perioden  |                   |                   |                 |
| Taylor Hall     | Hooking           | 2:00              | 00:58           |
| Nick Foligno    | Fighting          | 5:00              | 17:51           |
| Tredje perioden |                   |                   |                 |
| Tyler Bertuzzi  | Slashing          | 2:00              | 07:10           |
| Källa:          |                   |                   |                 |

| Spelare             | Utvisning       | Utvisningsminuter | Tid             |
| Första perioden     | Första perioden | Första perioden   | Första perioden |
| ------------------- | --------------- | ----------------- | --------------- |
| Philip Broberg      | Interference    | 2:00              | 13:41           |
| Andra perioden      |                 |                   |                 |
| Aleksej Toroptsenko | Interference    | 2:00              | 09:25           |
| Brayden Schenn      | Fighting        | 5:00              | 17:51           |
| Tredje perioden     |                 |                   |                 |
| Pavel Butjnevitj    | Tripping        | 2:00              | 00:14           |
| Zack Bolduc         | Cross-checking  | 2:00              | 07:10           |
| Aleksej Toroptsenko | Tripping        | 2:00              | 10:30           |
|                     |                 |                   |                 |

### Statistik

#### Chicago Blackhawks

##### Utespelare
| Spelare          | Mål | Assists | Poäng | +/− | Utvisningsminuter | Skott | Vunna tekningar (%) | Tacklingar | Tid på isen |
| ---------------- | --- | ------- | ----- | --- | ----------------- | ----- | ------------------- | ---------- | ----------- |
| Tyler Bertuzzi   | 1   | 0       | 1     | −3  | 2                 | 1     | 0                   | 1          | 17:44       |
| Taylor Hall      | 1   | 0       | 1     | −3  | 2                 | 2     | 0                   | 0          | 16:31       |
| Connor Bedard    | 0   | 1       | 1     | −1  | 0                 | 1     | 20,0                | 0          | 21:05       |
| Ryan Donato      | 0   | 1       | 1     | 0   | 0                 | 5     | 0                   | 6          | 15:39       |
| Seth Jones       | 0   | 1       | 1     | −2  | 0                 | 4     | 0                   | 2          | 20:29       |
| Nolan Allan      | 0   | 0       | 0     | −2  | 2                 | 0     | 0                   | 0          | 14:42       |
| T.J. Brodie      | 0   | 0       | 0     | −1  | 0                 | 0     | 0                   | 0          | 16:27       |
| Louis Crevier    | 0   | 0       | 0     | 0   | 2                 | 1     | 0                   | 1          | 18:34       |
| Jason Dickinson  | 0   | 0       | 0     | 0   | 0                 | 3     | 71,4                | 2          | 18:55       |
| Nick Foligno     | 0   | 0       | 0     | −1  | 5                 | 1     | 100                 | 2          | 15:18       |
| Patrick Maroon   | 0   | 0       | 0     | −1  | 0                 | 1     | 100                 | 2          | 11:14       |
| Ilja Michejev    | 0   | 0       | 0     | 0   | 0                 | 1     | 0                   | 0          | 12:42       |
| Connor Murphy    | 0   | 0       | 0     | −2  | 0                 | 2     | 0                   | 0          | 19:39       |
| Frank Nazar      | 0   | 0       | 0     | −1  | 0                 | 0     | 16,7                | 0          | 12:50       |
| Lukas Reichel    | 0   | 0       | 0     | −1  | 0                 | 3     | 54,5                | 0          | 12:26       |
| Craig Smith      | 0   | 0       | 0     | −1  | 0                 | 3     | 0                   | 0          | 09:36       |
| Teuvo Teräväinen | 0   | 0       | 0     | 0   | 0                 | 0     | 0                   | 0          | 15:56       |
| Alex Vlasic      | 0   | 0       | 0     | −1  | 0                 | 2     | 0                   | 1          | 23:45       |
| Källa:           |     |         |       |     |                   |       |                     |            |             |

##### Målvakt
| Spelare     | Skott mot sig | Räddningar | Insläppta mål | Räddningsprocent | Utvisningsminuter | Tid på isen |
| ----------- | ------------- | ---------- | ------------- | ---------------- | ----------------- | ----------- |
| Petr Mrázek | 28            | 22         | 6             | 0,786            | 0                 | 60:00       |
| Källa:      |               |            |               |                  |                   |             |

#### St. Louis Blues

##### Utespelare
| Spelare             | Mål | Assists | Poäng | +/− | Utvisningsminuter | Skott | Vunna tekningar (%) | Tacklingar | Tid på isen |
| ------------------- | --- | ------- | ----- | --- | ----------------- | ----- | ------------------- | ---------- | ----------- |
| Justin Faulk        | 1   | 2       | 3     | +3  | 0                 | 3     | 0                   | 0          | 16:16       |
| Cam Fowler          | 2   | 0       | 2     | +1  | 0                 | 2     | 0                   | 0          | 25:08       |
| Dylan Holloway      | 1   | 1       | 2     | +1  | 0                 | 3     | 0                   | 3          | 16:48       |
| Alexandre Texier    | 1   | 1       | 2     | +2  | 0                 | 2     | 0                   | 0          | 09:44       |
| Jordan Kyrou        | 1   | 0       | 1     | +1  | 0                 | 5     | 0                   | 0          | 16:39       |
| Philip Broberg      | 0   | 1       | 1     | +3  | 2                 | 1     | 0                   | 1          | 17:44       |
| Pavel Butjnevitj    | 0   | 1       | 1     | 0   | 2                 | 1     | 0                   | 0          | 18:35       |
| Jake Neighbours     | 0   | 1       | 1     | +1  | 0                 | 2     | 0                   | 5          | 14:17       |
| Brayden Schenn      | 0   | 1       | 1     | +1  | 5                 | 1     | 41,7                | 1          | 14:58       |
| Oskar Sundqvist     | 0   | 1       | 1     | +1  | 0                 | 0     | 46,2                | 0          | 14:20       |
| Robert Thomas       | 0   | 1       | 1     | 0   | 0                 | 2     | 65,0                | 0          | 19:05       |
| Nathan Walker       | 0   | 1       | 1     | +2  | 0                 | 1     | 62,5                | 3          | 13:17       |
| Zack Bolduc         | 0   | 0       | 0     | +1  | 2                 | 0     | 0                   | 2          | 13:17       |
| Colton Parayko      | 0   | 0       | 0     | +1  | 0                 | 1     | 0                   | 2          | 25:27       |
| Brandon Saad        | 0   | 0       | 0     | 0   | 0                 | 1     | 0                   | 0          | 14:14       |
| Ryan Suter          | 0   | 0       | 0     | 0   | 0                 | 1     | 0                   | 0          | 18:42       |
| Aleksej Toroptsenko | 0   | 0       | 0     | +2  | 4                 | 1     | 0                   | 1          | 11:18       |
| Tyler Tucker        | 0   | 0       | 0     | 0   | 0                 | 1     | 0                   | 2          | 12:09       |
| Källa:              |     |         |       |     |                   |       |                     |            |             |

##### Målvakt
| Spelare           | Skott mot sig | Räddningar | Insläppta mål | Räddningsprocent | Utvisningsminuter | Tid på isen |
| ----------------- | ------------- | ---------- | ------------- | ---------------- | ----------------- | ----------- |
| Jordan Binnington | 30            | 28         | 2             | 0,933            | 0                 | 59:32       |
| Källa:            |               |            |               |                  |                   |             |